# Verrucella flaviflora
Verrucella flaviflora is een zachte koraalsoort uit de familie Ellisellidae. De koraalsoort komt uit het geslacht Verrucella. Verrucella flaviflora werd in 1910 voor het eerst wetenschappelijk beschreven door Nutting. 